# Tepelvälja
Tepelvälja – wieś w Estonii, w prowincji Virumaa Zachodnia, w gminie Vihula.